# Bandar Khalipah
Bandar Khalipah é um distrito localizado em Sumatra do Norte, Indonésia. É composto por 5 vilarejos.